# Cobia (gmina)
Cobia – gmina w Rumunii, w okręgu Dymbowica. Obejmuje 10 miejscowości: Blidari, Călugăreni, Căpșuna, Cobiuța, Crăciunești, Frasin-Deal, Frasin-Vale, Gherghițești, Mănăstirea, Mislea. W 2011 roku liczyła 3180 mieszkańców.